# Gigante do Samba
O Grêmio Recreativo Cultural e Arte Gigante do Samba é uma escola de samba do Recife. Suas cores oficiais são verde e branco, e tem como símbolo uma águia, que aparece no centro do pavilhão da agremiação.
No total, possui 59 títulos e foi 12 vezes campeã consecutiva (2008 até 2019). Nunca tendo sido rebaixada ao grupo de acesso, e sendo a principal escola de samba de sua cidade. Também foi a única agremiação da cidade convidada a ir ao Japão e Europa.
Apesar de oriunda do bairro da Água Fria, sua sede atualmente está localizada na Bomba do Hemetério.

## História
Foi fundada em 16 de março de 1942 no Alto do Céu, em Água Fria. Entre seus fundadores estão Luiz Ferreira de França, Ireno Cavalcanti, Luiz Rodrigues da Silva Melo, entre outros foliões. O primeiro nome dado à escola foi Garotos do Céu e só em 1974 seu nome mudou oficialmente para GRES Gigante do Samba. 
No ano de 2017, a escola apresentou como seu enredo seu símbolo, a águia, passando por cinco impérios em que o animal era o símbolo, até chegar na simbologia da própria agremiação. Em 2019, sagrou-se duodecacampeã consecutiva do Carnaval da cidade. Esta sequência só seria quebrada em 2020, quando foi vice-campeã, derrotada pela Galeria do Ritmo.

## Segmentos

### Presidentes
| Período     | Presidente                    | Ref.  |
| ----------- | ----------------------------- | ----- |
| 2017 - 2021 | Aldo Alexandre da Soçva       |       |
| 2017        | Rivaldo Figueiredo de Lacerda | [ 2 ] |

### Diretores
| Ano  | Diretor de Carnaval            | Diretor geral de harmonia | Mestre de bateria | Ref. |
| ---- | ------------------------------ | ------------------------- | ----------------- | ---- |
| 2014 | Marcelo Neguinho e Glória Fiel |                           | Damião            |      |
| 2015 |                                |                           |                   |      |

### Casal de Mestre-sala e Porta-bandeira
| Ano  | Nome                         | Ref. |
| ---- | ---------------------------- | ---- |
| 2014 | Luciene Araújo e Thiago José |      |
| 2015 |                              |      |

### Rainhas de bateria
| Período | Nome              | Ref. |
| 2014    | Ericka Nascimento |      |
| 2015    |                   |      |

## Carnavais
| Ano  | Colocação   | Grupo           | Enredo                                                                    | Carnavalesco         | Ref.                 |
| ---- | ----------- | --------------- | ------------------------------------------------------------------------- | -------------------- | -------------------- |
| 1974 | Campeã      | Especial        | O Mundo encantado das crianças                                            | Jaguaré              |                      |
| 1979 | 4º lugar    | Especial        |                                                                           |                      |                      |
| 1992 | Campeã      | Especial        | Quem te viu quer te ver. 50 anos de glória                                | Tony Oliveira        |                      |
| 1994 | Campeã      | Especial FESAPE | Pintando o 7                                                              | Tony Oliveira        |                      |
| 1997 | Campeã      | Especial FESAPE |                                                                           |                      |                      |
| 1998 | Campeã      | Especial FESAPE |                                                                           |                      |                      |
| 1999 | Campeã      | Especial FESAPE | Gigante no Maior Carnaval do Mundo                                        |                      |                      |
| 2000 | Campeã      | Especial FESAPE | Gigante na Trilha dos Conhecimentos                                       |                      |                      |
| 2001 | Campeã      | Especial FESAPE | Gigante na Terra do Sol Nascente                                          |                      |                      |
| 2002 | Vice-campeã | Especial FESAPE | O canto das Três Raças                                                    |                      |                      |
| 2003 | Vice-campeã | Especial        | Pernambucanidade                                                          |                      |                      |
| 2004 | 3º lugar    | Especial        | Oxe Mainha                                                                | João Bosco           |                      |
| 2005 |             | Especial        | Da África a Pernambuco, Nação Xambá                                       |                      |                      |
| 2006 | Vice-campeã | Especial        | Transpor as Águas é preciso. Salve o Velho Chico, salve o povo nordestino | Comissão de Carnaval |                      |
| 2007 | 3º lugar    | Especial        | De Norte a Sul do meu país, vou festejar e ser feliz                      | Comissão de Carnaval |                      |
| 2008 | Campeã      | Especial        | De Paulista a Itamaracá, cinco estrelas vou contar                        | Tony Oliveira        | [ 4 ] [ 5 ]          |
| 2009 | Campeã      | Especial        | Pernambuco Cultural: Do Sertão ao Cais é Samba, Frevo. É Carnaval         | André Paiva          | [ 6 ] [ 7 ]          |
| 2010 | Campeã      | Especial        | Sou Lourenço, sou da Mata, terra do Pau Brasil, cidade da Copa 2014       | Hilário Silva        | [ 8 ] [ 9 ]          |
| 2011 | Campeã      | Especial        | Gigante é transformar e a vida melhorar                                   | Hilário Silva        | [ 10 ] [ 11 ] [ 12 ] |
| 2012 | Campeã      | Especial        | A história de São João no centenário de Luiz Gonzaga – o Rei do Baião     | Hilário Silva        | [ 13 ]               |
| 2013 | Campeã      | Especial        | A Rainha que canta e dança em noites de lua cheia, no reinado de Poseidon | Hilário Silva        | [ 14 ]               |
| 2014 | Campeã      | Especial        | Sinfonia dos anjos na avenida dos cristais                                | Hilário Silva        | [ 15 ]               |
| 2015 | Campeã      | Especial        | Bumbais, festa da raça. Salve Amazonas                                    | Hilário Silva        | [ 16 ]               |
| 2016 | Campeã      | Especial        |                                                                           |                      | [ 17 ]               |
| 2017 | Campeã      | Especial        |                                                                           |                      | [ 18 ]               |
| 2018 | Campeã      | Especial        | A energia de Olórun, faz festejar as lendas das yabás                     |                      | [ 19 ]               |
| 2019 | Campeã      | Especial        |                                                                           |                      | [ 20 ]               |
| 2020 | Vice-campeã | Especial        | A Saga de um guerreiro, nas asas da Gigante                               |                      | [ 3 ]                |